# Leponzi

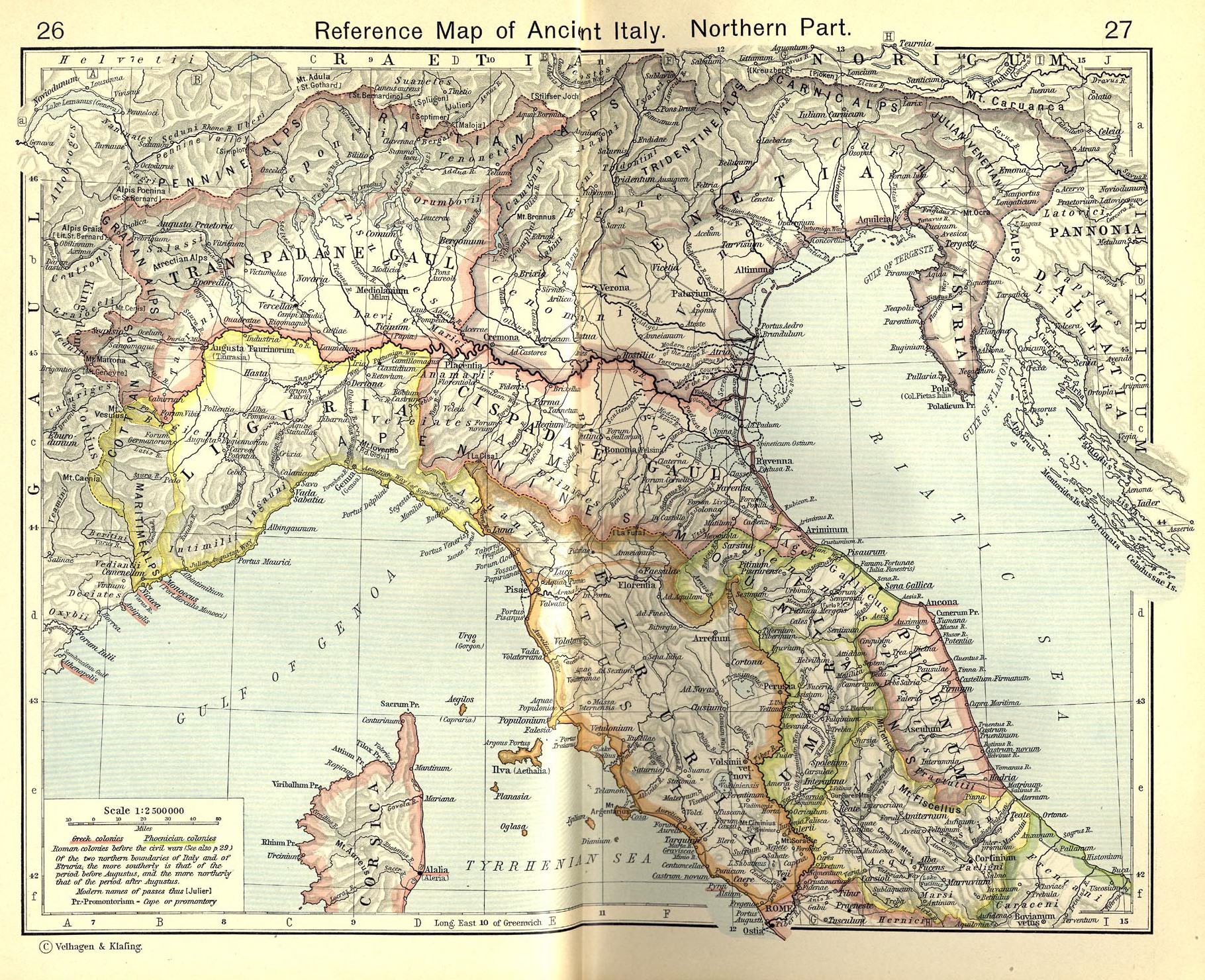
L'Italia centro-settentrionale secondo lHistorical Atlas con i Lepontii nell'area settentrionale della Gallia Transpadana

I Leponzi (anche Leponti o Lepontini)  erano un antico popolo celtico stanziato nelle Alpi centro-occidentali.
Secondo gli autori antichi il loro territorio si estendeva a nord fino alle sorgenti del Rodano e del Reno e a sud fino ai territori in cui le valli alpine si aprono verso la pianura padana comprendendo quindi il Canton Ticino, la Lombardia occidentale, la Val d'Ossola. La loro esistenza è attestata dal I millennio a.C..
La loro città principale si chiamava Oscela che i romani ribattezzeranno Oscela lepontorum, e oggi è la città di Domodossola. Altra località importante fu Bilitio, l'attuale Bellinzona.
Il territorio leponzio faceva parte della provincia romana della Rezia (se ne veda l'ubicazione nell'angolo sudoccidentale della Rezia in questa carta. La zona a sud del territorio leponzio, ivi inclusa Mediolanum (Milano), era sotto il controllo degli Etruschi intorno al 600-500 a.C., quando i Leponzi iniziarono a scrivere iscrizioni funerarie nel loro alfabeto di Lugano, una delle cinque principali varietà di alfabeto italico settentrionale.
Solo successivamente, con l'ampliamento del territorio dell'Italia antica, il territorio venne a far parte della Gallia Transpadana.

## Etnonimo
Il nome deriva dal latino Lepontii e si riferiscono in greco antico come Lēpontiī, Ληπόντιοι

## Storia

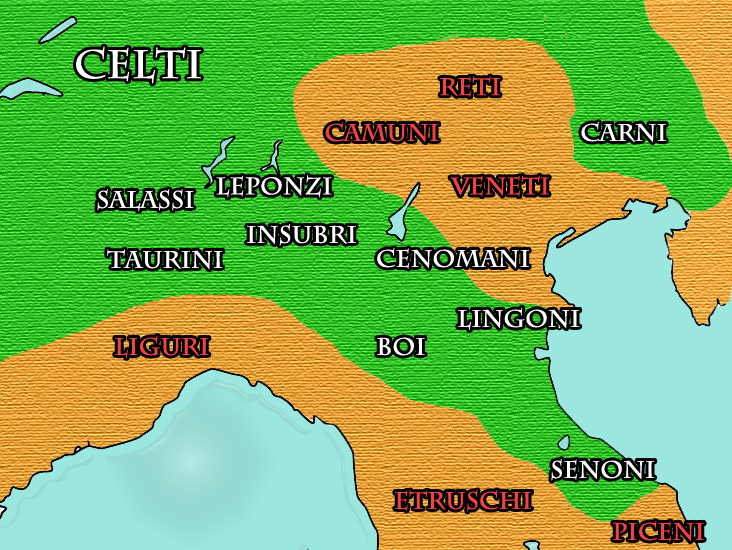
Le popolazioni della Gallia cisalpina.

### Origine e fonti classiche
Negli scritti degli autori dell'antichità la descrizione delle origini dei Leponzi mescola leggende e versioni contraddittorie, secondo Plinio i Leponzi erano compagni di Ercole che nell'attraversamento delle Alpi persero l'uso delle gambe e vennero quindi abbandonati. Secondo Polibio e Catone la loro origine è ligure mentre Strabone (58 a.C.-25 d.C. circa) li considera simili ai Camuni e quindi una delle comunità in cui si dividevano i Reti. 
(Strabone, Geografia, IV, 6.8)
Gli storici moderni tendono a dare credito a Polibio e Catone pur constatando una notevole infiltrazione celtica che portò a modifiche del substrato ligure.
I Leponzi si inserivano nel contesto della cultura di Golasecca (tra IX e VII secolo a.C.), a sua volta derivante dalla Cultura di Canegrate (XIII secolo a.C.). Dall'analisi della loro lingua e della toponomastica antica delle aree leponzie, è stato ipotizzato che questo popolo rappresenti uno strato affine a quello celtico ma precedente alla penetrazione gallica nella Valpadana..
Testimonianza di queste infiltrazioni sono rinvenimenti non sporadici in Ossola, in una tomba trovata a Gravellona Toce e risalente al IV secolo a. C. si è ritrovato vasellame tipico della cultura golasecchiana insieme a una spada di tipo La Tène B simile ad altre armi ritrovare in tombe golasecchiane dello stesso periodo.
Importanti indicazioni sulla storia dei Leponti arrivano dai ritrovamenti delle necropoli di Ornavasso, gli attrezzi agricoli ma anche la ricchezza dei corredi (ricchi di argento e di vasellame bronzeo) ritrovati nelle tombe della prima fase della necropoli di San Bernardo, testimoniano di una popolazione dedita principalmente all'agricoltura e alla pastorizia ma anche di un notevole benessere, i manufatti risalgono al periodo compreso tra il II e il I secolo a. C., epoca in cui la potenza romana non era ancora giunta a conquistare le popolazioni cisalpine con le quali però erano necessari buoni rapporti per l'accesso ai valichi alpini è ipotizzabile che facessero pagare pedaggi per il passaggio nella valle, non è escluso che compissero anche razzie nei territori più meridionali.
Nelle tombe successive, quelle risalenti al I secolo a.C. non si ha altrettanta ricchezza, i manufatti si limitano a ceramica locale e rari oggetti di bronzo.
L'esatto periodo dell'assoggettamento a Roma non è noto ma dovrebbe essere compreso fra l'assoggettamento dei Salassi (24 a.C.) e quello della Valtellina (15 a.C.). I leponzi sono citati nel Trofeo delle Alpi eretto tra il 7 e il 6 a.c.

### La conquista romana
I Leponti vennero sottomessi a Roma nel contesto delle campagne di conquista di Augusto di Rezia e arco alpino, condotte dai suoi generali Druso maggiore e Tiberio (il futuro imperatore) contro i popoli alpini tra il 16 e il 15 a.C.
Il nome dei Leponzi è ricordato nel Trofeo delle Alpi ("Tropaeum Alpium"), monumento romano eretto nel 7-6 a.C. per celebrare la sottomissione delle popolazioni alpine e situato presso la città francese di La Turbie:
(Trofeo delle Alpi, Iscrizione frontale)

## Lingua
Sono state ritrovate numerose iscrizioni in una lingua detta "leponzio" (o, meno correttamente, lepontico con un recente calco sull'inglese Lepontic) databile al VII secolo a.C.. La lingua leponzia fu classificata da Michel Lejeune come lingua celtica continentale, e questa è la classificazione che ancora oggi gode di maggior consenso tra gli studiosi. Una minoranza di linguisti è, invece, allineata alla classificazione più recente di Joseph Eska, secondo la quale il leponzio sarebbe una forma antica di gallico.

### Fonti primarie
- Strabone, Geografia
- Trofeo delle Alpi

### Letteratura storiografica
- Vittore Pisani, Le lingue dell'Italia antica oltre il latino, 2ª ed., , Torino, Rosenberg & Sellier, 1964, ISBN 88-7011-024-9.
- Maria Grazia Tibiletti Bruno, Ligure, leponzio e gallico, pp. 129–208, in Lingue e dialetti dell'Italia antica, a cura di Aldo Luigi Prosdocimi, Biblioteca di Storia Patria: Roma, 1978.
- (EN) Robert Seymour Conway, Joshua Whatmough; Sarah Elizabeth Johnson, The Raetic, Lepontic, Gallic, East-Italic, Messapic and Sicel Inscriptions, in The Prae-Italic Dialects of Italy, vol. 2, Cambridge, Harvard University Press, 1933.
- Paola Piana Agostinetti, Documenti per la protostoria della Val d'Ossola, Varese, Cisalpino-Goliardica, 1972.